# 沃爾多 (俄勒岡州)
沃爾多（英語：Waldo），位於美國俄勒岡州約瑟芬縣，是一座鬼鎮。此鎮距加利福尼亞州邊境約三英里。1852年，這裡成為開挖金礦者的定居點，被命名為水手礦山（Sailor's Diggings）。 該地後來更名為“沃爾多”，以紀念1853年加州州長輝格黨候選人威廉·沃爾多。這是因為威廉·沃爾多認為該鎮位於加利福尼亞州，因此在那裡開展競選活動並說服民眾應該投票給他。 該鎮是約瑟芬縣的第一個縣城。沃爾多郵局成立於1856年；於1928年停止服務。